# Laphria sibirica
Laphria sibirica är en tvåvingeart som beskrevs av Pavel Lehr 1989. Laphria sibirica ingår i släktet Laphria och familjen rovflugor. Inga underarter finns listade i Catalogue of Life.